# Anastasia Ivanenko
Pour l’article homonyme, voir Ivanenko.
Anastasia Ivanenko, née le 24 février 1989, est une nageuse russe spécialiste des épreuves de demi-fond en nage libre.

## Biographie
La nageuse russe se révèle en 2005 en s'intercalant entre la Française Laure Manaudou et la Suisse Flavia Rigamonti sur le 400 m nage libre lors de l'Euro en petit bassin se déroulant à Trieste. À seulement 16 ans, elle décroche également le bronze sur le 400 m 4 nages.
L'année suivante, elle récidive en montant sur la seconde marche du podium européen en petit bassin après avoir fini derrière Laure Manaudou sur 800 m nage libre.
Lors des Championnats du monde en petit bassin 2006 organisés à Pékin, la nageuse conquiert son premier titre mondial en devançant l'Américaine Kate Ziegler. Plus encore, elle approche de moins d'une seconde le record du monde Manaudou (8 min 11 s 99 contre 8 min 11 s 25 pour la Française).
La Russe décroche également le bronze sur 400 m 4 nages derrière la Chinoise Hui Qi et l'Italienne Alessia Filippi. Quelques mois plus tôt, elle obtenait deux médailles lors des championnats du monde juniors. La nageuse s'affirme ainsi comme l'une des principales rivales des leaders des disciplines du demi-fond pour les championnats du monde de natation 2007 organisés à Melbourne.
Cependant, la Russe subit un contrôle antidopage positif à la furosémide en janvier 2007 et est donc suspendue provisoirement en attendant la contre-expertise en février 2007. Celle-ci confirmant la première analyse, Ivanenko est suspendue deux années par la Fédération internationale de natation.

## Palmarès

### Championnats du monde de natation
- Championnats du monde en petit bassin 2006 à Shanghai (Chine) :
  -  Médaille d'or sur l'épreuve du 800 mètres nage libre (8 min 11 s 99 lors de la finale).
  -  Médaille de bronze sur l'épreuve du 400 mètres 4 nages (4 min 35 s 54 lors de la finale).

### Championnats d'Europe
- Championnats d'Europe en petit bassin 2005 à Trieste (Italie) :
  -  Médaille d'argent sur l'épreuve du 800 mètres nage libre (8 min 14 s 51 lors de la finale).
  -  Médaille d'argent sur l'épreuve du 400 mètres 4 nages (4 min 35 s 27 lors de la finale).

- Championnats d'Europe en petit bassin 2006 à Helsinki (Finlande) :
  -  Médaille d'argent sur l'épreuve du 800 mètres nage libre (8 min 18 s 09 lors de la finale).
  -  Médaille de bronze sur l'épreuve du 400 mètres 4 nages (8 min 33 s 46 lors de la finale).